# Franca Rame
Franca Rame (Parabiago, 18 de julio de 1929 - Milán, 29 de mayo de 2013) fue una actriz de teatro, escritora y  política italiana. Estuvo casada con el dramaturgo italiano Dario Fo, Premio Nobel de Literatura en 1997.

## Biografía
Nació en Parabiago, Lombardía, en una familia con una larga y extensa tradición teatral. Debutó en el teatro en 1951. Poco después, conoció a Dario Fo y se casaron en 1954. Su hijo, Jacopo Fo nació el 31 de marzo de 1955. En 1958, fundó junto a su marido la compañía teatral Dario Fo-Franca Rame en Milán, Fo era el director y escritor, y Rame la actriz protagonista y administradora. Un año más tarde estrenaban la pieza de Fo Los arcángeles no juegan a las máquinas de petaco.
Rame continuó trabajando con Fo en numerosas obras de teatro y en varias compañías de teatro, alcanzando un éxito popular. A partir de 1968 el matrimonio crea un colectivo teatral independiente, por razones políticas e ideológicas, donde actuó en obras teatrales satíricas y de contracultura muy comprometidas, recordando la Muerte accidental de un anarquista y Aquí no paga nadie. Junto a su marido apoyó a la organización italiana Soccorso Rosso Militante.
En los años 70 participó en el movimiento feminista interpretando sus propios textos: Tutta casa, letto e chiesa, Grasso è bello!, La madre.
En marzo de 1973, fue secuestrada por un grupo de extrema derecha y violada, sufriendo múltiples e importantes heridas. Posteriormente escribió el monólogo Lo stupro (La violación), inspirado en su experiencia personal.
En las elecciones generales de Italia de 2006 fue candidata a los líderes del Senado en Piamonte, Lombardía, Véneto, Emilia-Romaña, Toscana y Umbría entre las filas del partido político Italia de los Valores. Fue elegida senadora en Piamonte. También en 2006, Antonio Di Pietro la propuso al cargo de Presidenta de la República. Recibió veinticuatro votos.
Dejó el Senado en 2008. En 2009, junto a su marido Dario Fo escribió su autobiografía Una vita all'improvvisa.
Falleció en Milán el 29 de mayo de 2013, a los 83 años.